# Glaciațiunea Elster

Extinderea maximală a gheții în cursul glaciației Elster

Glaciația Elster a fost antepenultima glaciație în Europa de Nord, precedată de interglaciația Cromer și urmată de interglaciația Holstein. În spațiul alpin îi corespunde glaciația Mindel. I-au urmat glaciația Saale și glaciația Vistula.
Termenul "glaciația Elster" (Elster-Eiszeit) a fost pus în circulație în 1910 de geologul german Konrad Keilhack în locul termenului obișnuit atunci de "prima glaciație". Acest termen se trage de la numele râului Weiße Elster, un afluent al Saale în Germania Centrală.
Glaciația Elster a fost prima glaciație în Europa suficient de puternică încât calota glaciară scandinavă și cea britanică să se unească, blocând scurgerea din Marea Nordului în Oceanul Atlantic. Apele din lacul glaciar astfel format s-au rupt spre sud-vest, tăind în rocile carbonatice Canalul Mânecii. Glaciația Elster a modificat landșaftul din Europa de Nord atât de mult, încât a șters urmele tuturor glaciațiilor precedente. Sistemul fluvial a fost de asemenea mofificat puternic, calota glaciară deviind fluviile germane și poloneze spre vest și spre est.
În literatura de specialitate există divergențe semnificative cu privire la încadrarea cronologică a glaciației Elster. Opiniile diferă de la ca. 320.000-240.000 de ani înainte de prezent până la ca. 400.000-320.000 de ani î.p. și până la ca. 478.000-424.000 de ani î.p.